# Alice Pauli

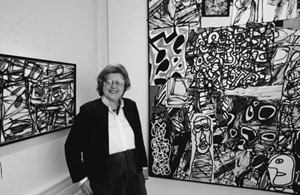
Alice Pauli fotografiert von Erling Mandelmann

Alice Pauli, geb. Bucher (* 13. Januar 1922 in Moutier; † 15. Juli 2022 in Lausanne) war eine Schweizer Galeristin und Mäzenin.

## Leben und Wirken
Nach einer Lehre als Kauffrau war sie in der Uhrenindustrie tätig. 1952 heiratete sie den Grafiker und Konservator Pierre Pauli (1916–1970). Der Ehe entspross der Sohn Olivier, der 1994 starb. Sie interessierte sich schon früh für Ausstellungen und allgemein für Bildende Kunst, insbesondere für Bildwirkerei. 1954 übernahm sie den Vertrieb der Tapisserien ihres Mannes Pierre Pauli. 1961 eröffnete sie in Lausanne an der Av. Rumine 7 die Galerie Alice Pauli. Eine ihrer ersten Ausstellungen widmete sie den Lithografien von Sam Francis. Der Schwerpunkt ihrer Galerie lag auf der Präsentation von zeitgenössischer Kunst, speziell von Textilskulpturen. So stellte sie u. a. Werke von Magdalena Abakanowicz, Louise Nevelson und Jagoda Buić aus. Sie förderte Kunstschaffende wie Jean Lecoultre (1930–2023), Catherine Bolle und Juan Martinez (Künstler) (* 1942). Ab 1971 stellte ihre Galerie regelmässig Werke an der 1970 gegründeten Art Basel aus. Bei ihrem Tod setzte sie den Kanton Waadt zugunsten des Musée cantonal des Beaux-Arts in Lausanne als Alleinerben ein.
Die Kunstgalerie von Alice Pauli in Lausanne existiert bis heute (2025). Sie wird unter dem Namen Alice Pauli Gallery inzwischen von Stéphane Guiran geführt.

## Ehrungen
- 1989: Französischer Orden Officier de l'Ordre des Arts et des Lettres[5]

- 2010: Goldmedaille der Stadt Lausanne[6]

## Fussnoten
1. ↑  Magdalena Abakanowicz' Abakan im Pasqualart in Biel 2004, 6. Juli 2004, https://www.pasquart.ch/event/magdalena-abakanowicz-abakan-situation-variable-1971/, abgerufen am 26. März 2025
2. ↑  Le mcba rend hommage a la galeriste et collectionneuse Alice Pauli La Cote, 14. Februar 2025, s. https://www.lacote.ch/vaud/ailleurs-dans-le-canton/lausanne-commune/lausanne-ville/le-mcba-rend-hommage-a-la-galeriste-et-collectionneuse-alice-pauli-1440804
3. ↑  Alice Pauli. Galeristin, Sammlerin und Mäzenin 14.2.-4.5.2025, https://www.mcba.ch/de/ausstellungen/alice-pauli
4. ↑  Stéphane Guiran, Biographie, https://www.guiran.com/bio
5. ↑   Nau, 16.07.2022, Alice Pauli 100-jährig verstorben, https://www.nau.ch/ort/lausanne/alice-pauli-100-jahrig-verstorben-66223840
6. ↑   Nau, 16.07.2022, Alice Pauli 100-jährig verstorben, https://www.nau.ch/ort/lausanne/alice-pauli-100-jahrig-verstorben-66223840

| Personendaten    | Personendaten                    |
| ---------------- | -------------------------------- |
| NAME             | Pauli, Alice                     |
| ALTERNATIVNAMEN  | Bucher, Alice (Geburtsname)      |
| KURZBESCHREIBUNG | Schweizer Galeristin und Mäzenin |
| GEBURTSDATUM     | 13. Januar 1922                  |
| GEBURTSORT       | Moutier                          |
| STERBEDATUM      | 15. Juli 2022                    |
| STERBEORT        | Lausanne                         |